# Waheed Khamis Al-Salem
Waheed Khamis Al-Salem (arab. ‏وحيد•خميس السالم‎; ur. 1960) – katarski lekkoatleta, olimpijczyk.
Reprezentował Katar w sztafecie 4 × 100 metrów na Letnich Igrzyskach Olimpijskich 1984, które odbyły się w Los Angeles. Odpadł na etapie półfinałów.
Podczas igrzysk olimpijskich w Los Angeles był również chorążym katarskiej reprezentacji.